# Anton Julen
Anton Julen   (Zermatt, 20 de febrer de 1898 - Zermatt, agost 1982) fou un esquiador suís que va competir durant la dècada del 1920. Era germà del també esquiador Alphonse Julen.
El 1924 va prendre part en els Jocs Olímpics de Chamonix. Va guanyar la medalla d'or en la prova de patrulla militar per equips, formant equip amb Adolf Aufdenblatten, Alphonse Julen i Denis Vaucher. quatre anys més tard, als Jocs de Sankt Moritz tornà a disputar la competició de la patrulla militar per equips, però en aquesta ocasió l'esport fou considerat de demostració i les medalles no són computades.